# Виллелла, Давиде
Давиде Виллелла (итал. Davide Villella; род. 27 июня 1991, Маджента, провинция Милан,области Ломбардия, Италия) — итальянский профессиональный шоссейный велогонщик, выступающий с 2018 года за команду мирового тура «Astana Pro Team».

## Выступления
2012
- 2-й на Piccolo Giro di Lombardia (U-23)
- 3-й на Gran Premio della Liberazione
- 6-й на Trofeo Edil C
- 9-й на Trofeo Franco Balestra

2013
- 1-й  на Giro della Valle d'Aosta — ГК
  - 1-й  — ОК
  - 1-й на этапах 2 и 4
- 1-й на Piccolo Giro di Lombardia (U-23)
- 2-й на Trofeo Edil C
- 2-й на Чемпионате Италии по шоссейному велоспорту среди мужчин в возрасте до 23 лет в групповой гонке
- 3-й на Coppa Sabatini
- 3-й на Джиро дель Эмилия
- 6-й на Чемпионате мира по шоссейным велогонкам среди мужчин в возрасте до 23 лет в групповой гонке
- 10-й на Чемпионате Европы по шоссейным велогонкам среди мужчин в возрасте до 23 лет в групповой гонке

2014
- 1-й  на Туре Страны Басков — ГрК
- 4-й на Арктической гонке Норвегии — ГК
  - 1-й  — МК
- 6-й на Coppa Sabatini
- 6-й на Trofeo Laigueglia

2015
- 10-й на Милан — Турин

2016
- 1-й на Кубке Японии
- 5-й на Джиро ди Ломбардия
- 9-й на Джиро дель Эмилия
- 10-й на Критериум Интернациональ — ГК
- 10-й на Туре Польши — ГК

2017
1-й  Горная классификация Вуэльта Испании
5-й Три варезенские долины
2018
1-й  Тур Алматы
1-й  Очковая классификация
1-й Этап 1
| ГК  | Генеральная классификация |
| ОК  | Очковая классификация     |
| ГрК | Горная классификация      |
| МК  | Молодёжная классификация  |

### Гранд-туры
| Гранд-тур       | 2014 | 2015 | 2016 | 2017 | 2018 |
| --------------- | ---- | ---- | ---- | ---- | ---- |
| Джиро д’Италия  | НФ   | 78   | —    | 72   | 70   |
| Тур де Франс    | —    | —    | —    | —    | —    |
| Вуэльта Испании | —    | 94   | 56   | 97   | 48   |

| —  | Не участвовал  |
| НФ | Не финишировал |

- Тур де Франс
  - Участие:0

- Джиро д'Италия
  - Участие:4
    - 2014: сход на этапе 6
    - 2015: 78
    - 2017: 72
    - 2018: 70

- Вуэльта Испании
  - Участие:4
    - 2015: 94
    - 2016: 56
    - 2017: 97;  Горная классификация
    - 2018: 48